# Boussaragui
Boussaragui (auch: Bousaragé, Boussaragué, Boussaragué I, Boussaragui I) ist ein Dorf in der Landgemeinde Chadakori in Niger.

## Geographie
Das von einem traditionellen Ortsvorsteher (chef traditionnel) geleitete Dorf befindet sich rund 22 Kilometer nordwestlich des Hauptorts Chadakori der gleichnamigen Landgemeinde, die zum Departement Guidan Roumdji in der Region Maradi gehört. Zu den Siedlungen in der näheren Umgebung von Boussaragui zählen Dargué im Nordwesten, Karazomé im Südosten und Dan Tourké im Südwesten.
Boussaragui ist Teil der Übergangszone zwischen Sahel und Sudan. Die durchschnittliche jährliche Niederschlagsmenge beträgt hier zwischen 400 und 500 mm. Die vorherrschenden Pflanzenarten in der Gegend von Boussaragui sind – in absteigender Reihenfolge – Guiera senegalensis, Piliostigma reticulatum, Boscia salicifolia, Maerua crassifolia, die Filzblättrige Jujube (Ziziphus mauritiana), Combretum glutinosum, Stereospermum kunthianum, Loudetia hordeiformis, der Marula-Baum (Sclerocarya birrea), der Kinkéliba (Combretum micranthum) und Senna singueana.

## Geschichte
Die Hilfsorganisation World Vision Inc. errichtete in Boussaragui ein Rohrleitungssystem zur Wasserversorgung, das im August 2019 fertiggestellt wurde und über das damals 457 Personen aus der lokalen Bevölkerung Zugang zu Wasser erhielten.

## Bevölkerung
Bei der Volkszählung 2012 hatte Boussaragui 567 Einwohner, die in 70 Haushalten lebten. Bei der Volkszählung 2001 betrug die Einwohnerzahl 400 in 50 Haushalten und bei der Volkszählung 1988 belief sich die Einwohnerzahl auf 311 in 51 Haushalten.
Die Bevölkerungsdichte in diesem Gebiet ist für nigrische Verhältnisse hoch.

## Wirtschaft und Infrastruktur
Im Dorf ist ein Gesundheitszentrum des Typs Centre de Santé Intégré (CSI) vorhanden. Es gibt eine Schule. Boussaragui liegt im weitläufigen Weideland zwischen den Trockentälern Goulbin Kaba und Goulbi de Maradi, das traditionellerweise in der Trockenzeit von nomadischen Fulbe- und Wodaabe-Viehzüchtern aufgesucht wird. Die Böden um das Dorf sind gut geeignet für den Anbau von Getreide, insbesondere von Hirse und Sorghum.